# José Sevil
José Sevil Sevil (n. 1911) fue un político español.

## Biografía
Nació en la localidad oscense de Abiego en 1911. Se afilió al Partido Comunista de España (PCE) en 1931. Debido a su actividad política fue detenido y encarcelado en varias ocasiones. Tras el estallido de la Guerra civil se unió a las fuerzas republicanas, pasando a formar parte del comisariado político del Ejército Popular de la República. Durante el transcurso de la contienda llegó a ejercer como comisario de la 1.ª Brigada Mixta y, más delante, de la 45.ª División.
Acabada la contienda se exilió en la Unión Soviética. Durante la Segunda Guerra Mundial se integró en una unidad de guerrilleros como comisario político.
En 1947 abandonó la Unión Soviética y se trasladó a Francia, junto a otros comunistas españoles. En octubre de 1949 el PCE lo mandó a España para asumir la jefatura del Comité Regional gallego y de las guerrillas comunistas en aquella zona. En el maquis empleó el alias «Ricardo». Sin embargo, Sevil regresaría a Francia un año después, tras no conseguir que la guerrilla se adaptase a la nueva situación de la época. Con posterioridad se instalaría en Checoslovaquia, país donde falleció.